# Dachsberg bei Iba
Die verschiedenen Biotope des Naturschutzgebiets Dachsberg bei Iba entstanden durch frühere Nutzungsformen oder wurden von diesen geprägt. Sie sind Überbleibsel einer ehemaligen Kulturlandschaft, die wegen der fortschreitenden Mechanisierung und Intensivierung der Landwirtschaft und dem Wandel in der Forstwirtschaft immer seltener wird. Während auf den fruchtbaren Flächen Ackerbau betrieben wurde, dienten in der Vergangenheit die mageren Böden auf den teilweise abgelegenen Hängen der Beweidung durch Schafe und Ziegen. Hier entwickelten sich kleinräumig weitgehend waldfreie, offene Bereiche mit Kalktrockenrasen, Wacholderheiden und kargen Mähwiesen, die zum Lebensraum seltener und gefährdeter Pflanzen- und Tierarten wurden. Um die aus naturschutzfachlicher Sicht wertvollen Flächen zu erhalten, wurden sie unter Schutz gestellt und mit Pflegemaßnahmen und einer extensiven Beweidung wird versucht den ursprünglichen Charakter der Habitate auch in Zukunft beizubehalten.

## Lage

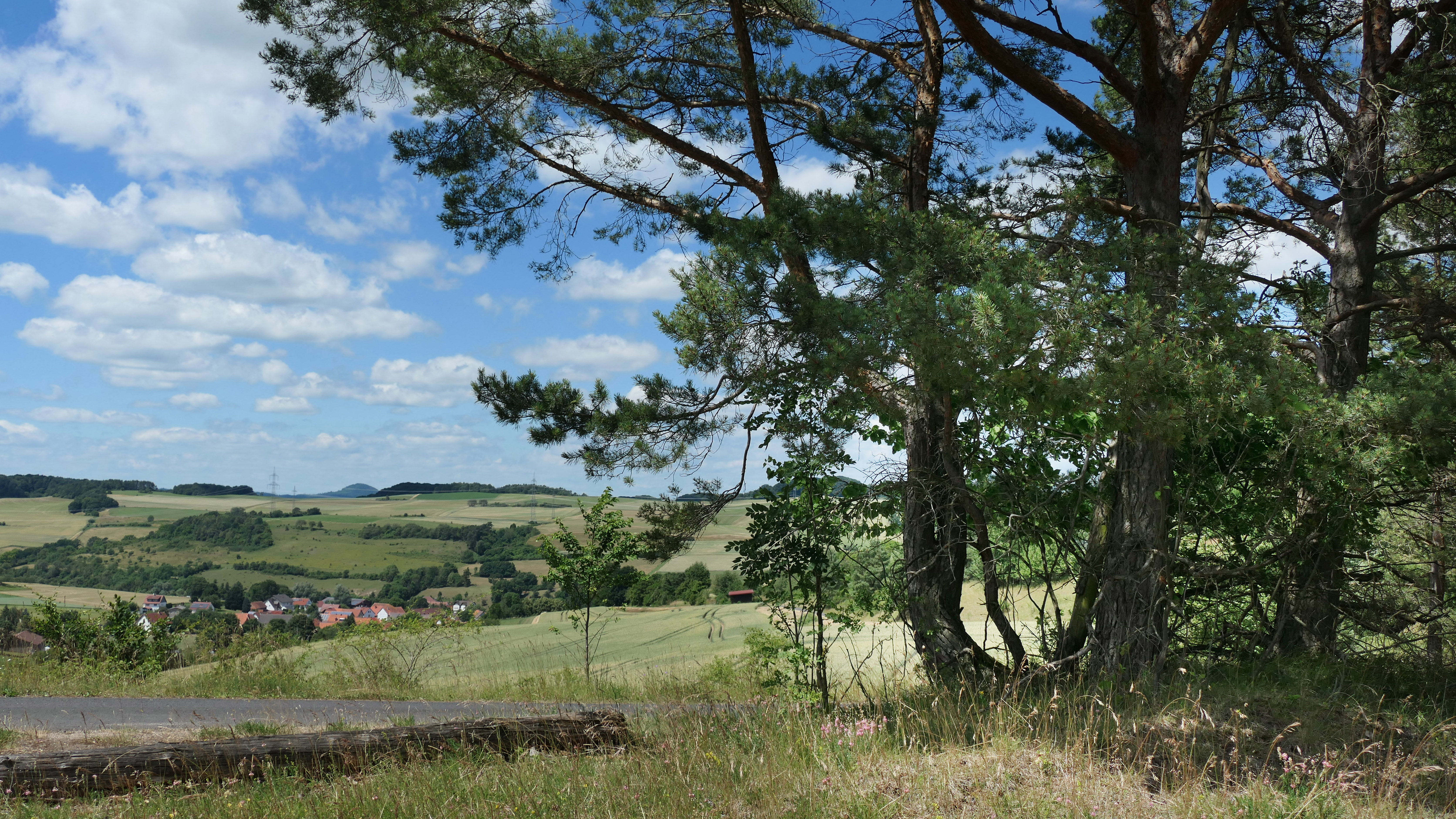
Der geschützte Bereich um den „Steinküppel“

Das Schutzgebiet befindet sich im südlichen Bereich der Gemarkung von Iba, einem Ortsteil der Stadt Bebra im Landkreis Hersfeld-Rotenburg im Nordosten Hessens. Es besteht aus vier Teilflächen, die südlich vom Ort am Steinküppel, Dachsberg und Allerhättenberg liegen. In der naturräumlichen Gliederung Deutschlands, die auf der Geografischen Landesaufnahme des Instituts für Landeskunde Bad Godesberg basiert, liegt der geschützte Bereich in dem Ibaer Hügelland (357.30), das nach Osten und Süden in den Solztrottenwald (357.21) übergeht. Sie sind Teileinheiten des Fulda-Werra-Berglands (357) in der Haupteinheitengruppe des Osthessischen Berglands (35).

## Natur

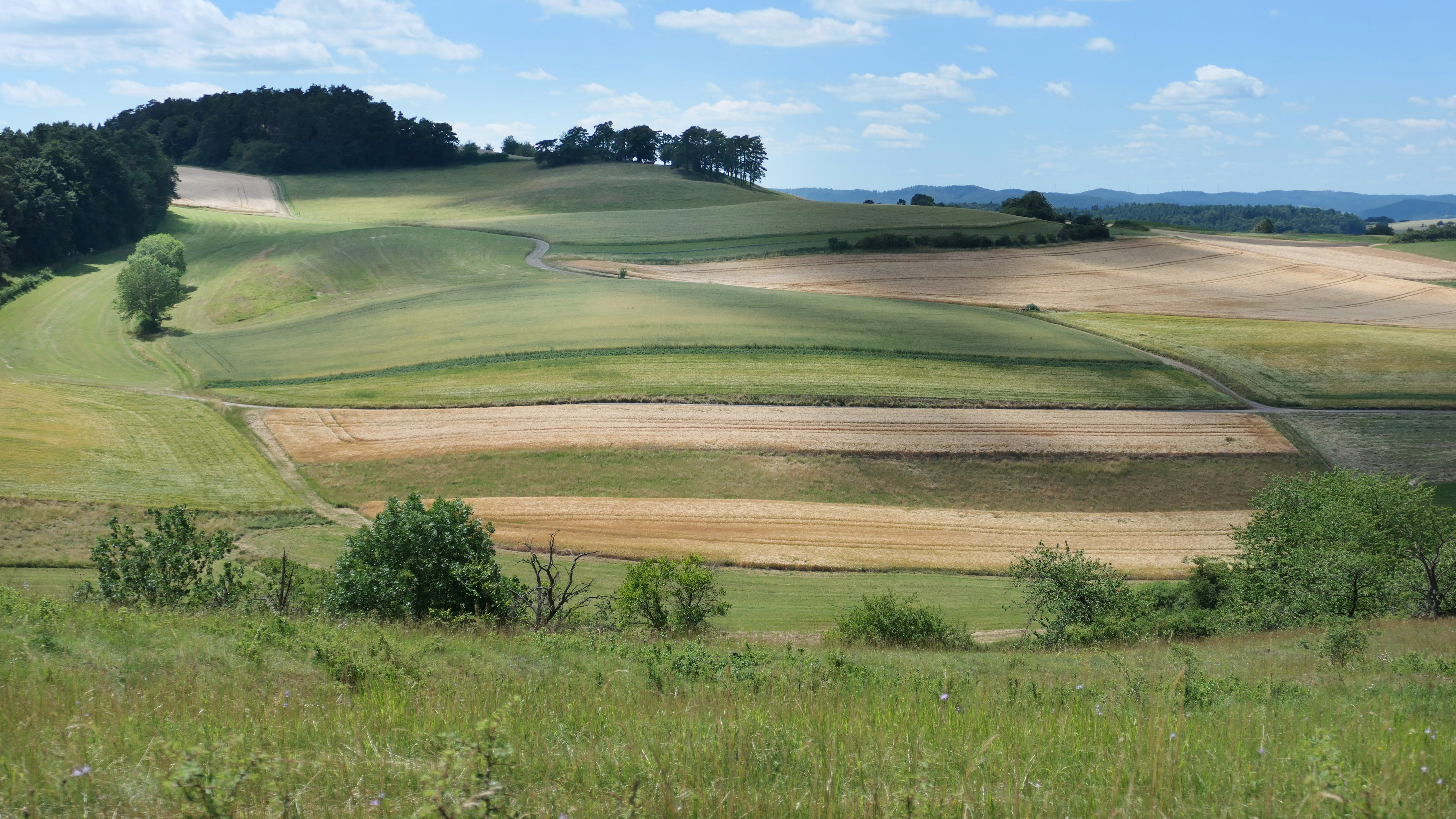
Blick über die östliche Teilfläche zum Allerhättenberg

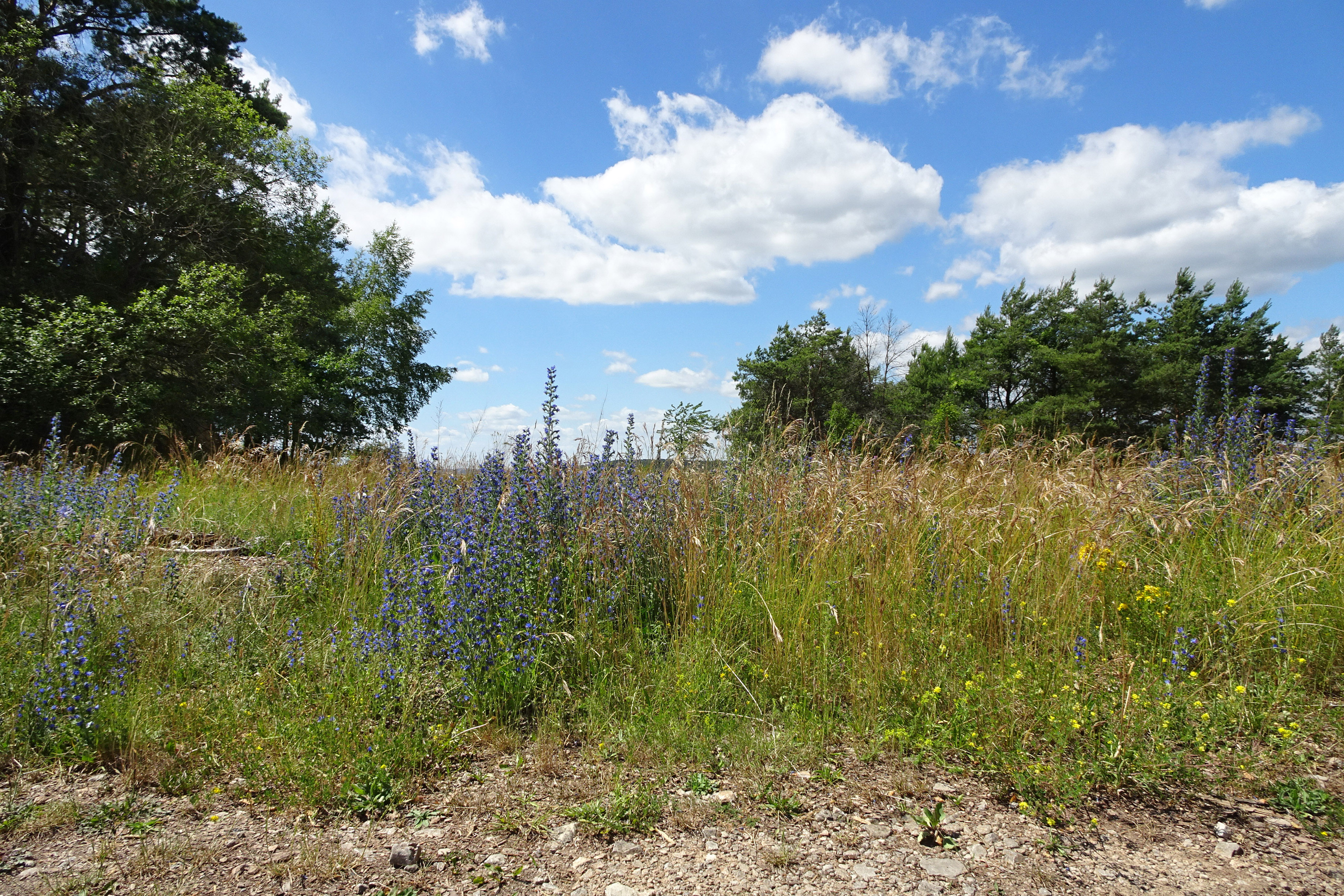
Kalkmagerrasen im Schutzgebiet

Der Untergrund des Naturschutzgebiets besteht aus Zechstein, mit Kalk- und Dolomitgesteinen, der zu einem flachgründigen Boden verwittert ist. Die Bewirtschaftung der kargen Flächen, die traditionell vor allem von Schafen und Ziegen beweidet wurden, hat im Laufe der Jahrhunderte Lebensräume geschaffen, an die sich viele Tier- und Pflanzenarten angepasst haben. Die so entstandenen Vegetationsformationen werden den Lebensraumtypen (LRT) „Submediterrane Halbtrockenrasen“ (LRT 6212) und „Magere Flachland-Mähwiesen“ (LRT 6510) zugeordnet. Das Fortbestehen dieser arten- und strukturreichen Bestände, die das ganze Jahr hindurch blütenreich sind und zahlreichen Insekten ein vielfältiges Nahrungsangebot bieten, kann nur durch geeignete Nutzungen oder Pflegemaßnahmen gewährleistet werden. Ohne diese führen natürliche Sukzessionsprozesse auf den Flächen zu einer Verbuschung, was zu einem Lebensraumverlust führt.
Zu den schutzwürdigen Arten der Kalkmagerrasen gehören Gewöhnliches Katzenpfötchen (Antennaria dioica), Großes Windröschen (Anemone sylvestris), Akelei (Aquilegia vulgaris), Fransen- (Gentianella ciliata) und Deutscher Enzian (Gentianella germanica), Fliegen-Ragwurz (Ophrys insectifera), Stattliches (Orchis mascula) und Dreizähniges Knabenkraut (Neotinea tridentata), Grünliche Waldhyazinthe (Platanthera chlorantha), Schopfige Kreuzblume (Polygala comosa) und Kleinblütige Rose (Rosa micrantha). Auf den Kalkäckern im Naturschutzgebiet und seiner Umgebung wachsen als Seltenheiten Sommer-Adonisröschen (Adonis aestivalis), Kornrade (Agrostemma githago), Kleinfrüchtiger Leindotter (Camelina microcarpa), Möhren-Haftdolde (Caucalis platycarpos), Acker-Rittersporn (Consolida regalis), Breitblättriger Hohlzahn (Galeopsis ladanum), Kleiner Frauenspiegel (Legousia hybrida), Eiblättriges Tännelkraut (Kickxia spuria) und Acker-Hahnenfuß (Ranunculus arvensis).
Als Leitart der Landschaft wird der Neuntöter (Lanius collurio) angesehen, der im Bereich um den Dachsberg die höchste Dichte im Landkreis erreicht. Der Zugvogel brütet hier im späten Frühling und zieht von September bis April zur Überwinterung nach Ost- und Südafrika. Er gehört zu den Arten des Anhangs 1 der Vogelschutzrichtlinie, für die die „zahlen- und flächenmäßig geeignetsten Gebiete“ zu Schutzgebieten zu erklären sind.
Auf den Rasenflächen im Gebiet wurden im Jahr 1988 mehr als vierzig Tagfalterarten und Widderchen nachgewiesen.

## Unterschutzstellung

### Naturschutzgebiet
Erstmals wurden durch eine Verordnung des Regierungspräsidiums in Kassel im Dezember 1991 rund 30 Hektar mit Kalkmagerrasenflächen und Ackerrandstreifen des Dachsberges als künftiges Naturschutzgebiet für die Dauer von drei Jahren einstweilig sichergestellt. Die Erklärung zum Naturschutzgebiet folgte im Frühjahr 1993 mit dem Zweck:
- „ein für diese Region typisches Mosaik aus Kalkmagerrasen, verbuschten Bereichen und kleinen Waldstücken inmitten einer landwirtschaftlich genutzten Fläche zu erhalten“,
- „die in unserer Kulturlandschaft seltenen Kalkmagerrasen zu schützen, zu pflegen und zu entwickeln“,
- „die vorhandene, wertvolle Ackerbegleitflora durch eine extensive Nutzung der Ackerflächen zu erhalten und zu fördern“ sowie
- „die im Gebiet lebenden seltenen und gefährdeten Pflanzen- und Tierarten einschließlich deren Standorte und Lebensräume dauerhaft zu schützen und durch geeignete Pflegemaßnahmen - insbesondere die Freihaltung und Beweidung der Kalkmagerrasen - weiterzuentwickeln“.

Über die Musterverordnung hinaus blieben mit Einschränkungen die extensive Nutzung der landwirtschaftlichen Flächen, die Ausübung der Jagd auf Haarwild und erforderliche „waldbauliche“ Maßnahmen von den Verboten ausgenommen. Die Verordnung trat am Tage nach ihrer Verkündung im Staatsanzeiger für das Land Hessen vom 22. März 1993 in Kraft. Das Schutzgebiet mit einer eine Größe von 27,08 Hektar hat die nationale Kennung 1632023 und den WDPA-Code 162688.

### Fauna-Flora-Habitat-Gebiet
Das Naturschutzgebiet liegt vollständig in dem Fauna-Flora-Habitat-Gebiet „Kalkmagerrasen zwischen Morschen und Sontra“. Das aus mehr als sechzig verstreut liegenden Teilen mit stark variierenden Flächengrößen bestehende Gebiet, erstreckt sich neben dem Landkreis Hersfeld-Rotenburg auch über den Werra-Meißner-Kreis und den Schwalm-Eder-Kreis im nordhessischen Regierungsbezirk Kassel.

Das Schutzgebiet wurde im Rahmen der Umsetzung der Fauna-Flora-Habitat-Richtlinie im Juni 2000 der EU-Kommission für das länderübergreifende ökologische Schutzgebietssystem „Natura 2000“ vorgeschlagen. Begründet wurde die Schutzwürdigkeit unter anderem mit dem „Netz kleinflächiger orchideenreicher Kalk-Magerrasen in vielfältig strukturierter Kulturlandschaft“, den hessenweit bedeutenden Enzian Schillergrasrasen und Trespen-Kalktrockenrasen sowie der bundesweiten Bedeutung der Vorkommen des Dreizähnigen Knabenkrauts. Nach der Bestätigung als Gebiet von gemeinschaftlicher Bedeutung im Dezember 2004 forderte die EU neben dem Gebietsmanagement und dem damit verbundenen Monitoring eine förmliche Schutzerklärung, die im Januar 2008 mit der „Verordnung über Natura 2000-Gebiete in Hessen“ erfolgte. Das FFH-Gebiet mit einer derzeitigen Größe von 444 Hektar hat die Gebietsnummer 5025-350 und den WDPA-Code 555520378.

## Besucherhinweise
Die verschiedenen Teilbereiche sind über Wirtschafts- und Wanderwege zu erreichen, die Blicke auf die Flächen ermöglichen. Schautafeln sowie die Erlebnis- und Info-Punkte des „Natur-Erlebnis-Weges Iba“ informieren über die Besonderheiten des Schutzgebiets.